# Comuna Filipstad
Filipstad (Filipstads kommun) este o comună din comitatul Värmlands län, Suedia, cu o populație de 10.563 locuitori (2013).

## Geografie

### Zone urbane
Lista celor mai mari zone urbane din comună (anul 2015) conform Biroului Central de Statistică al Suediei:
| Nr | Zona urbană | Pop.  |
| -- | ----------- | ----- |
| 1  | Filipstad   | 6.119 |
| 2  | Lesjöfors   | 948   |
| 3  | Nykroppa    | 788   |
| 4  | Persberg    | 249   |

## Demografie
| \| Evoluția demografică în comuna Filipstad, 1970–2015 \| Evoluția demografică în comuna Filipstad, 1970–2015 \| Evoluția demografică în comuna Filipstad, 1970–2015 \| Evoluția demografică în comuna Filipstad, 1970–2015 \| Evoluția demografică în comuna Filipstad, 1970–2015 \| \| ----------------------------------------------------------------------------------------------------- \| --------------------------------------------------- \| --------------------------------------------------- \| --------------------------------------------------- \| --------------------------------------------------- \| \| An \| \| \| Locuitori \| \| \| 1970 \| 1970 \| \| 16238 \| 16238 \| \| 1975 \| 1975 \| \| 15513 \| 15513 \| \| 1980 \| 1980 \| \| 14606 \| 14606 \| \| 1985 \| 1985 \| \| 13709 \| 13709 \| \| 1990 \| 1990 \| \| 13341 \| 13341 \| \| 1995 \| 1995 \| \| 12713 \| 12713 \| \| 2000 \| 2000 \| \| 11598 \| 11598 \| \| 2005 \| 2005 \| \| 11017 \| 11017 \| \| 2010 \| 2010 \| \| 10562 \| 10562 \| \| 2015 \| 2015 \| \| 10625 \| 10625 \| \| Sursa: SCB - Statistika Centralbyrån, Folkmängd efter region, civilstånd, ålder och kön. År 1968–2016 \| \| \| \| \| |      |  |           |       |
| Evoluția demografică în comuna Filipstad, 1970–2015 |      |  |           |       |
| An |      |  | Locuitori |       |
| 1970 | 1970 |  | 16238     | 16238 |
| 1975 | 1975 |  | 15513     | 15513 |
| 1980 | 1980 |  | 14606     | 14606 |
| 1985 | 1985 |  | 13709     | 13709 |
| 1990 | 1990 |  | 13341     | 13341 |
| 1995 | 1995 |  | 12713     | 12713 |
| 2000 | 2000 |  | 11598     | 11598 |
| 2005 | 2005 |  | 11017     | 11017 |
| 2010 | 2010 |  | 10562     | 10562 |
| 2015 | 2015 |  | 10625     | 10625 |
| Sursa: SCB - Statistika Centralbyrån, Folkmängd efter region, civilstånd, ålder och kön. År 1968–2016 |      |  |           |       |